# DSV Group

## Grupul DSV
DSV este furnizor global de servicii de transport și logistică. Compania are birouri în peste 60 de țări și o rețea internațională de parteneri și agenți. Începând cu 2001, DSV și-a împărțit serviciile în trei divizii :
Divizia ROAD oferă servicii de transport door-to-door în regim de grupaj, încărcări parțiale sau complete peste tot în Europa. Divizia are peste 17.000 de camioane pe șosele zi de zi. În conformitate cu politica DSV de business, divizia lucrează în principal cu subcontractori. Divizia Road are aproximativ 10.000 de angajați în sucursalele din Europa.
Divizia AIR & SEA transportă partide de marfă pe aer sau apă în containere maritime sau aeriene. Divizia Air & Sea intermediază transporturile între clienți și liniile maritime și aeriene. Anual Divizia transportă aproximativ 710.000 de TEUS-uri în cadrul departamentului maritim și aproximativ 250.000 de tone de marfă în cadrul departamentului aerian. Divizia are în jur de 6.000 de angajați și birouri în: Europa, Asia, America de Nord, America de Sud, Orientul Apropiat și Oceania.
Divizia SOLUTIONS oferă servicii logistice pieței Europene. Divizia dispune de aproximativ 2.200.000 m2 de depozite. DSV Solutions oferă întreaga gamă de soluții logistice, inclusiv managementul stocurilor, distribuție și cross-docking. Divizia are aproximativ 5.000 de angajați în sucursalele din Europa [nefuncțională]
.

## DSV în România
DSV a apărut prima dată pe piața românească în 1994 sub denumirea de Kamino Transport fiind prima companie care a deținut un terminal cargo privat în zona aeroportului Henri Coandă. În anul 2000 compania a fuzionat cu grupul Frans Maas fiind cunoscută sub acest nume până în anul 2007 când au devenit DSV Solutions.
Cele trei divizii specifice grupului – DSV Road, DSV Air & Sea și DSV Solutions – sunt bine reprezentate aici, DSV Solutions înregistrând anul trecut o cifră de afaceri de aproximativ 21,8 milioane Euro.
În țară, DSV solutions are birouri în București (în Parcul Logistic București Vest și Terminalul Otopeni în zona Aeroportului Internațional Henri Coandă), Brașov, Constanța, Timișoara și Oradea.
Pentru a oferi clienților servicii excelente DSV aplică regulile sistemelor de management integrat ISO și OHSAS în conformitate cu: ISO 9001:2008 - calitate, ISO 14001:2005 - mediu și OHSAS 18001:2007 – sănătate și securitate ocupațională.

### Servicii
DSV oferă următoarele servicii:
- Transport rutier, maritim și aerian de marfă;
- Transporturi speciale (marfă agabaritică), proiecte;
- Transport intern de marfă;
- Logistică - depozitare, distributie, servicii cu valoare adăugată;
- Asigurare cargo și formalități vamale  Arhivat în 18 februarie 2013, la Wayback Machine.